# Сандриџ (Онтарио)
Сандриџ (енгл. Sundridge) је село у Канади у покрајини Онтарио. Према резултатима пописа 2011. у селу је живело 985 становника.

## Становништво
Према резултатима пописа становништва из 2011. у граду је живело 985 становника, што је за 4,6% више у односу на попис из 2006. када је регистровано 942 житеља.
| 2006. | 2011. | 2016. |
| ----- | ----- | ----- |
| 942   | 985   | 961   |